# Sokala
Sokala é uma vila de Batala, no distrito de Gurdaspur, do estado de Punjab, na Índia. Ele está localizado a 33 quilômetros (21 mi) da sede do subdistrito, 60 quilômetros (37 mi) da sede do distrito e 4 quilômetros (2,5 mi) de Sri Hargobindpur. A aldeia é administrada por Sarpanch, um representante eleito da aldeia.

## Demografia
Em 2011, a vila tinha um total de 270 casas e a população era de 1.486 habitantes, dos quais 765 eram homens e 721 eram mulheres.